# Zamek Dragsholm
Zamek Dragsholm (dun. Dragsholm Slot) – zamek zlokalizowany w Danii. Znajduje się w pobliżu wsi Sejerøbugten w południowo-zachodniej części Odsherred w północno-zachodniej Zelandii. Przez pewien czas zamek nosił nazwę Adelersborg. Obiekt jest jednym z najstarszych zachowanych i czynnych budynków świeckich w kraju.

## Historia

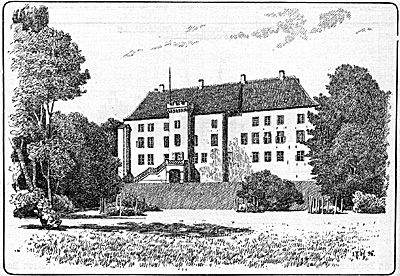
Zamek w 1896

Nazwa Dragsholm oznacza "wysepkę przy oporze", gdzie "opór" odnosi się do przesmyku, który łączył Odsherred z resztą Zelandii. Przed spiętrzeniem Lammefjordu, Odsherred był połączony z Zelandią wąskim odcinkiem lądu. W epoce wikingów przeciągano statki po lądzie na krótkich odcinkach i tym samym unikano niebezpiecznych wód. Wysepka, na której zbudowano zamek, jest otoczona jeziorami i łąkami, i znajduje się na południe od wzgórza morenowego Vejrhøj (123 m n.p.m.).
Pierwszy zamek zbudowano tu około 1215 z inicjatywy biskupa Roskilde. W średniowieczu budynek był przebudowany z pierwotnego założenia w dobrze ufortyfikowany zamek i podczas wojny Hanzy z Danią, Szwecją i Prusami (dun. Grevens Fejde) był tak silny, że jako jedyny na Zelandii, wytrzymał napór wojsk hrabiego Christoffera.
W trakcie reformacji przeszedł do domeny dóbr koronnych. W okresie od 1536 do 1664 był użytkowany jako więzienie dla szlachty i kleru. W dużej wieży, w północno-wschodnim narożniku więzienne cele zostały wykonane i wyposażone w toalety i okna - osoby były tam przetrzymywane w zależności od stosunku do króla i rodzaju popełnionych przestępstw. Jednym z więźniów zamku był ostatni biskup katolicki w Roskilde, Joachim Rønnow, czwarty mąż Maria II Stuart. 
Podczas wojen Karola Gustawa zamek wysadzono i popadł on potem w ruinę. Z czasem został przekazany kupcowi Heinrichowi Müllerowi, który rozpoczął jego odbudowę w ramach spłaty długu wobec króla. W 1694 sprzedano go szlachcicowi Frederikowi Christianowi Adelerowi i wtedy został ostatecznie odbudowany w istniejących do dziś formach barokowych. Przez kilka pokoleń pozostawał w rękach rodziny Adelerów, aż do zakończenia się tej linii rodu w 1932, kiedy to przeszedł na własność Central jordbestyrelse, który z kolei sprzedał go (wraz z częścią dóbr) J.F. Bøttgerowi.
Barokowy styl elewacji pozostał  nienaruszony, natomiast wnętrza wielokrotnie przebudowywano (ostatni raz w 1919, kiedy to części pomieszczeń nadano styl nawiązujący do romantyzmu). W zamku funkcjonują dwie restauracje i hotel prowadzony przez rodzinę Bøttgerów.

## Otoczenie
Zamek jest otoczony pagórkowatym polodowcowym krajobrazem. Obecnie dawne ziemie należące do zamku, słyną z produkcji warzyw, z których najbardziej popularna jest marchew z Lammefjord. Tereny wokół założenia są atrakcyjne dla turystów pieszych (szlaki). W pobliżu istnieje też piaszczysta plaża Sanddobberne z widokiem na wyspy Sejerø i Nekselø.

## Galeria

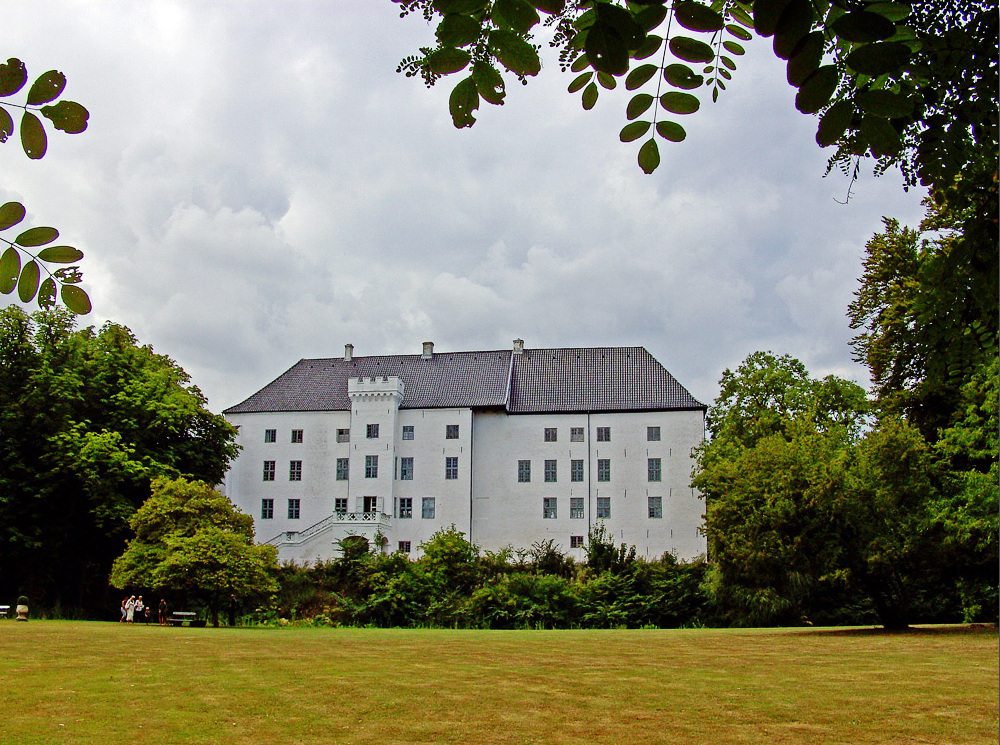
Elewacja ogrodowa
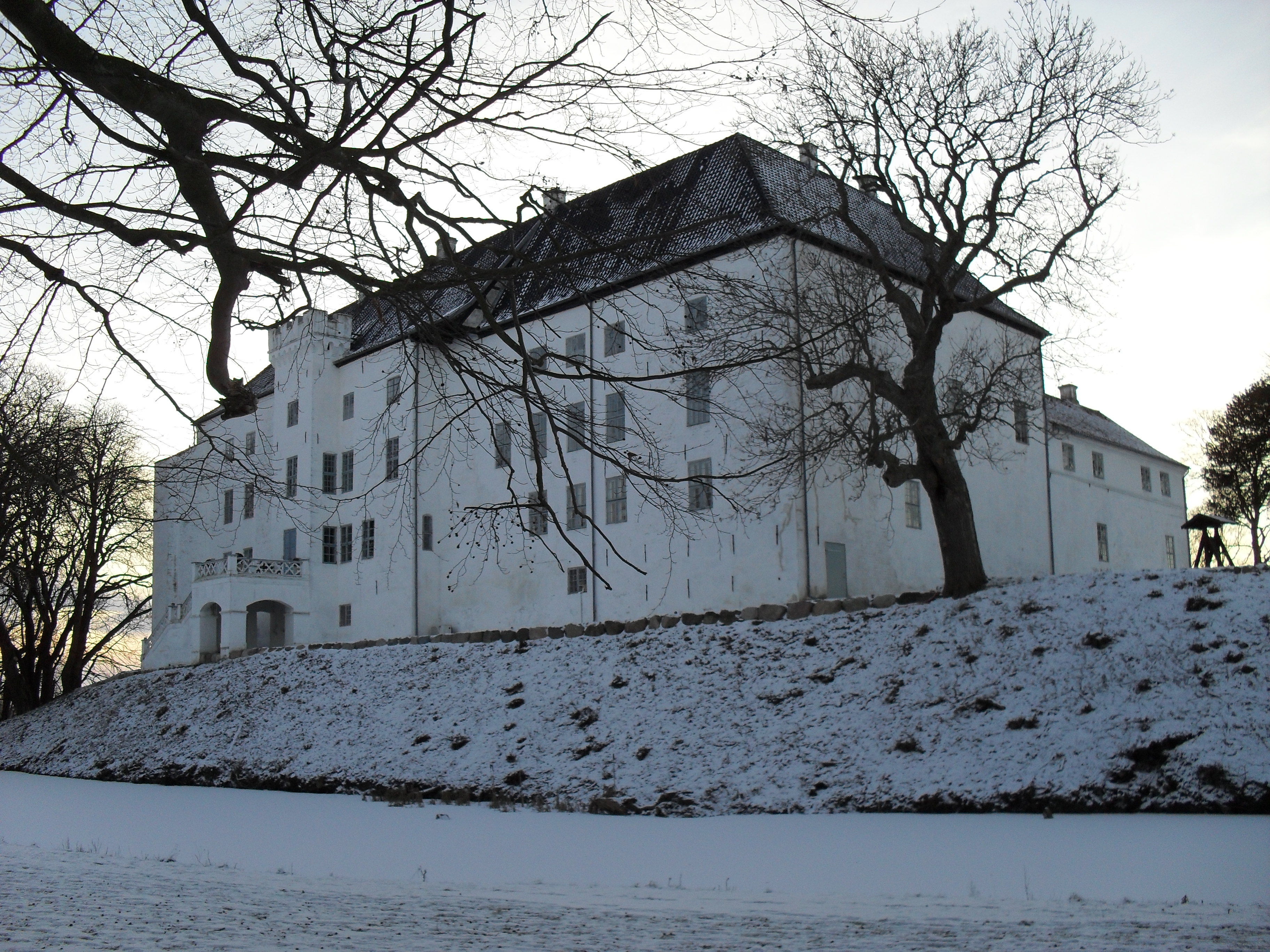
Całość bryły
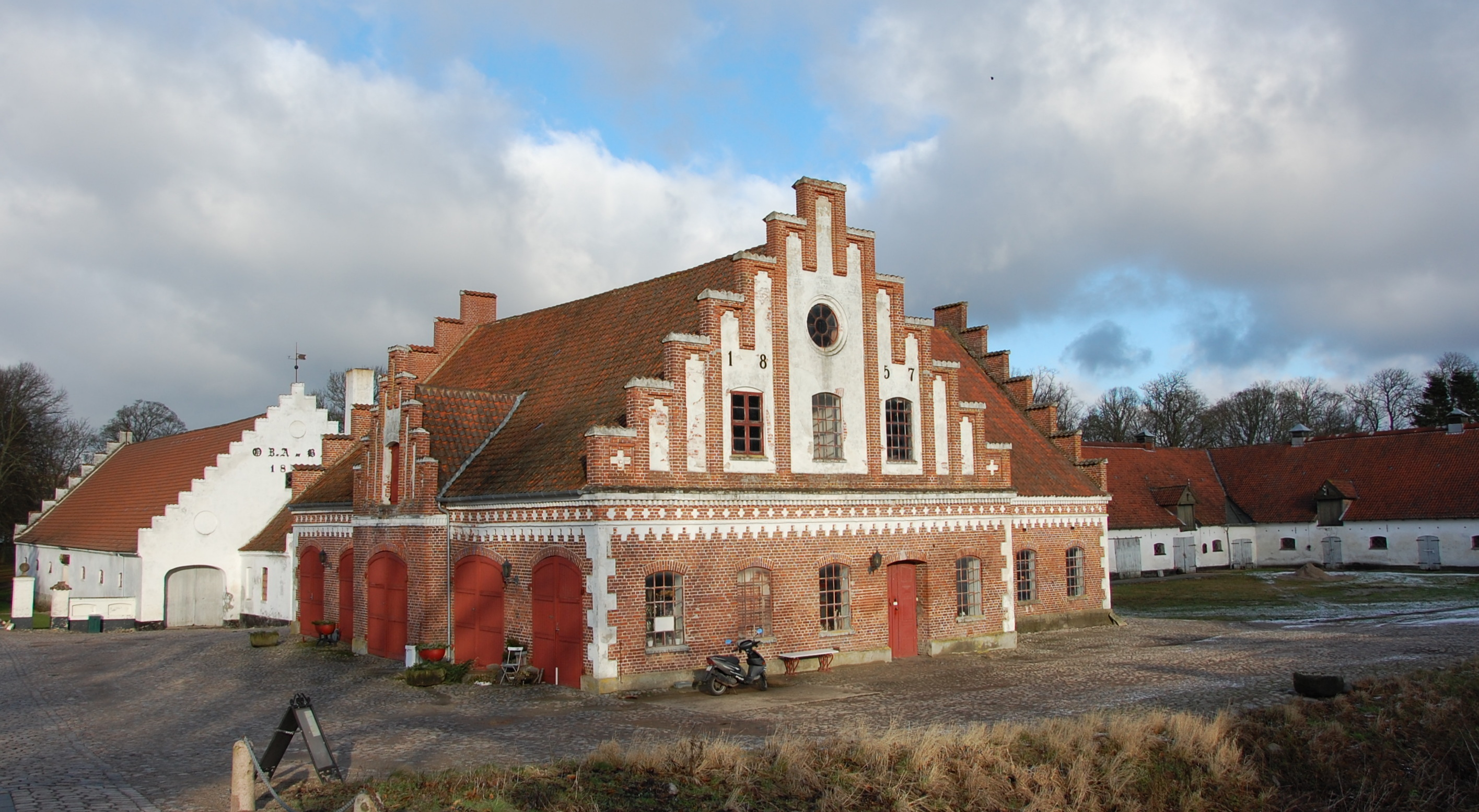
Zabudowania folwarczne